# Dżihad Ibrahim Muhammad
Gehand Ibrahim (arab. جهاد إبراهيم محمد; ur. 26 czerwca 1987) – egipska zapaśniczka walcząca w stylu wolnym. Brązowa medalistka igrzysk afrykańskich w 2007 roku.